# أولاد مريم (بني خالد)
أولاد مريم هي إحدى مشيخات المملكة المغربية، تتبع جغرافيا لعمالة وجدة أنكاد وإداريًا لبني خالد. يقدر عدد سكانها بـ 290 نسمة حسب الإحصاء الرسمي للسكان والسكنى لسنة 2004.